# Ordin de legătură
Ordinul de legătură (cu acronimul OL) reprezintă numărul de legături chimice dintre o anumită pereche de atomi. De exemplu, în molecula diatomică de azot N≡N, ordinul de legătură OL=3, în acetilenă H−C≡C−H OL dintre cei doi atomi de carbon este egal cu 3, iar OL pentru legătura C−H este 1. Ordinul de legătură oferă indicații cu privire la stabilitatea unei legături chimice. Astfel, un element (dintr-un compus ipotetic) care are un OL egal cu 0 nu poate exista. 
Speciile izoelectronice au același ordin de legătură. În moleculele care prezintă rezonanță sau alte tipuri de legături, ordinul de legătură poate să nu fie un număr întreg.

## Teoria orbitalilor moleculari
În teoria orbitalilor moleculari, ordinul de legătură se definește ca fiind jumătatea diferenței dintre numărul de electroni de legătură și numărul de electroni de antilegătură. Valoarea sa poate fi folosită ca un indicator al tăriei legăturii chimice, și este folosită și în metoda legăturii de valență. În general, cu cât este mai mare ordinul de legătură, cu atât crește tăria legăturii.
{\displaystyle {\text{N.L.}}={\frac {{\text{numarul de electroni de legatura}}-{\text{numarul de electroni de antilegatura}}}{2}}\ }